# Verführung und Liebe
Verführung und Liebe ist eine Manhwa-Serie der südkoreanischen Manhwaga Lee Hyeon-sook (이현숙). In ihr wird die vom US-amerikanischen Film Eiskalte Engel inspirierte Geschichte einer Liebesbeziehung zwischen einer Lehrerin und einem Schüler erzählt.

## Handlung
Do-Woon Jeong ist seit kurzem Lehrerin an der Daiwon High School. Sie ist zwar beliebt, muss allerdings gleich als Vertretung für eine ausgefallene Klassenlehrerin einspringen, die durch eine Babypause länger fortbleibt. Das wäre nicht weiter schlimm, doch einer der Schüler namens Ryumin beginnt, ihr Avancen zu machen. Aufgrund ihres guten Aussehens wird sie von den Mädchen beneidet und von den Jungs bewundert.
Der stille und zurückgezogene Schüler Ryumin verliebt sich in die Lehrerin. Seine Annäherungsversuche verwirren Do-Woon immer mehr. Ryumin trägt, seitdem seine damalige Geliebte bei einem Motorradunfall starb, er aber überlebte, eine Narbe an seinem Oberkörper. Lediglich seine Freundin Ha-Yeong, mit der er bereits Sex hatte, weiß von der Narbe. Ha-Yeong weiß nichts von Ryumins Gefühlen zur Lehrerin. Hyeon-Woo Nam, ein junger Lehrer, der mit ihr studiert hatte, ist jedoch ebenfalls in Do-Woon verliebt.
Do-Woon erfährt schließlich, dass ihr Bruder Gyeo-Woon Ryumin kennt. Ryumin war vor seinem Unfall an Gyeo-Woons Schule. Gyeo-Woon missbilligt die beginnende Beziehung zwischen den beiden, weil, wie sich herausstellt, Ryumin an der vorherigen Schule bereits eine Lehrerin als Geliebte hatte, die Do-Woon ähnlich sah. Gyeo-Woon war zu dieser Zeit in die gleiche Lehrerin verliebt und setzte das Gerücht in die Welt, dass sie bald heiraten werde. Rasend vor Eifersucht schnappte sich Ryumin daraufhin seine Geliebte und fuhr mit ihr fort, wobei es zum Unfall kam.
Do-Woon verfällt Ryumin immer mehr und gibt sich ihm schließlich hin. Ryumin verlässt Ha-Yeong, während Do-Woon ihren Lehrerjob kündigt, nachdem bekannt wurde, dass sie ein Verhältnis mit einem Schüler hat. Beide beschließen, gemeinsam wegzufahren, doch Ryumin erscheint nicht zum verabredeten Treffpunkt. Als Do-Woon seine Wohnung aufsucht, ist diese leergeräumt und Ryumin verschwunden. Das einzige Lebenszeichen, das sie von ihm hat, ist ein Handy, dessen Nummer nur er kennt. Sie nimmt einen neuen Job in einer Nachhilfeschule an und hofft, dass Ryumin sich über das Handy melden wird.

## Veröffentlichungen
Der Manhwa erschien in Korea von 2004 bis 2005 in Einzelkapiteln im Magazin Issue. Der Verlag Daiwon C.I. brachte diese Einzelkapitel auch in fünf Sammelbänden heraus.
Die fünf Bücher wurden von Februar bis Oktober 2007 auf Deutsch bei Panini Comics im Label Planet Manhwa veröffentlicht. In Frankreich bringt Saphira den Manhwa als Plus beau que l’amour heraus.

## Rezeption
In der AnimaniA bezeichnete man den Manhwa als düster anmutende Liebesstory. „Lees Manhwa kann jedoch nicht nur inhaltlich, sondern auch optisch mit ihrem an Kazumi Yuana [...] erinnernden Zeichenstil auf ganzer Linie überzeugen.“